# 1 trago
1 trago (estilizado junto) es una canción interpretada por la cantante y actriz mexicana Danna Paola.Fue lanzada como sencillo el 14 de abril del 2023 a plataformas digitales como el segundo sencillo de su séptimo material discográfico titulado Childstar. Su vídeo musical lo público a su canal VEVO de YouTube el mismo día de su lanzamiento.

## Lista de canciones

### Descarga digital[6]
- 1Trago - 3:20

## Posicionamiento en listas
| Lista (2023)                                 | Mejor posición |
| -------------------------------------------- | -------------- |
| México (Monitor Latino)                      | 10             |
| México (Spotify Charts)                      | 27             |
| Estados Unidos Latin Pop Airplay (Billboard) | 34             |

## Historial de lanzamiento
| Región | Fecha               | Formato                     | Discográfica                            | Ref.   |
| ------ | ------------------- | --------------------------- | --------------------------------------- | ------ |
| Varios | 14 de abril de 2023 | Descarga digital, Streaming | Universal Music, Universal Music México | [ 10 ] |